# Ly Jonaitis
Lydimar Carolina Jonaitis Escalona, conosciuta semplicemente come Ly Jonaitis (Valencia, 12 ottobre 1985), è una modella venezuelana, eletta nel 2006 Miss Venezuela.
In seguito ha partecipato al concorso Miss Universo 2007, dove si è classificata terza.

## Biografia
Di padre lituano e madre venezuelana, Ly Jonaitis ha partecipato all'edizione del 2006 del concorso di bellezza Miss Venezuela, svoltosi a Caracas, dove la modella ha battuto le altre ventisette concorrenti, ottenendo il titolo di Miss Venezuela 2006. La Jonaitis è diventata l'ottava Miss Guárico a vincere il titolo, il tutta la storia del concorso. In seguito si è recata in Messico per rappresentare il Venezuela a Miss Universo 2007, tenuto a Città del Messico il 28 maggio 2007. Alla fine del concorso si è classificata terza, dietro soltanto alla giapponese Riyo Mori (vincitrice) ed alla brasiliana Natália Guimarães (seconda classificata).
Ly Jonaitis ha in seguito firmato un contratto con l'agenzia di moda Metropolitan Models in Francia, che le ha permesso di lavorare per Christian Dior ed altri importanti stilisti. Parla fluentemente spagnolo, inglese e francese.